# Kenatssar
Kenatssar (armeniska: Կենացսար) är ett berg i Armenien. Det ligger i den norra delen av landet, 90 kilometer nordost om huvudstaden Jerevan. Toppen på Kenatssar är 2 128 meter över havet, eller 387 meter över den omgivande terrängen. Bredden vid basen är 5,7 km.
Terrängen runt Kenatssar är kuperad österut, men västerut är den bergig. Närmaste större samhälle är Idzjevan, 12,3 kilometer nordväst om Kenatssar. 
I omgivningarna runt Kenatssar växer i huvudsak lövfällande lövskog. Runt Gora Nenatssar är det ganska tätbefolkat, med 58 invånare per kvadratkilometer.